# Alphabet serang
Le serang, ou sérang, est une adaptation de l’alphabet arabe utilisée pour écrire le makassar et le bugi (langue) au Sulawesi du Sud en Indonésie.